# San Juan Bautista (kommunhuvudort)
San Juan Bautista är en kommunhuvudort i Guatemala.   Den ligger i departementet Departamento de Suchitepéquez, i den sydvästra delen av landet, 80 km väster om huvudstaden Guatemala City. San Juan Bautista ligger 272 meter över havet och antalet invånare är 2 680.
Terrängen runt San Juan Bautista är kuperad norrut, men söderut är den platt. Runt San Juan Bautista är det ganska tätbefolkat, med 166 invånare per kvadratkilometer. Närmaste större samhälle är Patulul, 1,8 km öster om San Juan Bautista. I omgivningarna runt San Juan Bautista växer huvudsakligen savannskog.